# 博羅沃市鎮
43°35′N 25°46′E / 43.583°N 25.767°E

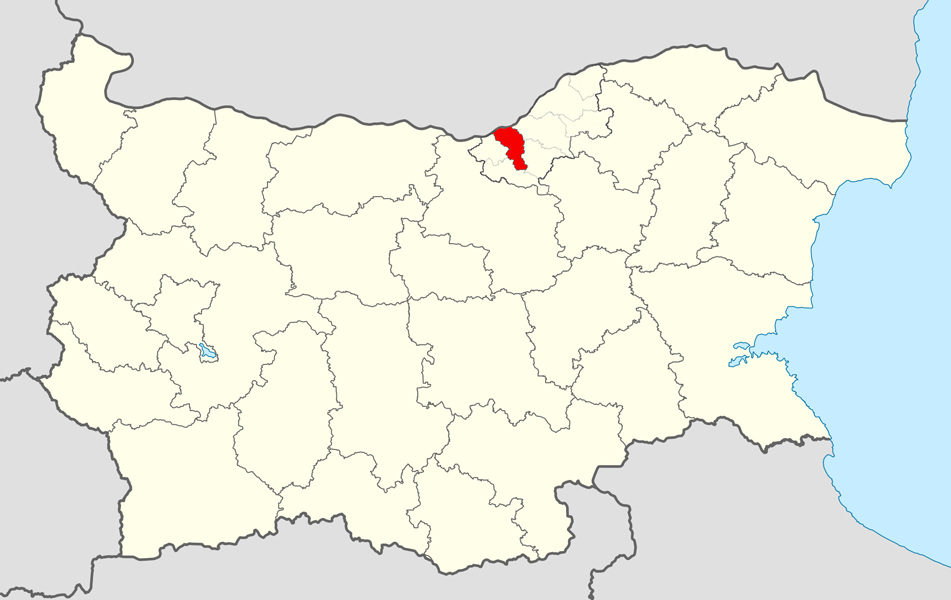

博羅沃市，是保加利亞的城鎮，位於該國中北部，由魯塞州負責管轄，首府設於博羅沃，面積245.3平方公里，2009年人口6,699，人口密度每平方公里27.31人。